# Беатифікація
Беатифіка́ція (лат. beatificatio, від beatus — щасливий, блаженний і facere — робити) — у католицькій церкві офіційне зарахування спочилого праведника, мученика до лику блаженних, від XVII ст. — попередній етап канонізації. Вшанування блаженних зазвичай не є обов'язковим для всієї церкви, має помісний характер або здійснюється в межах окремої релігійної спільноти (напр., чернечого ордена).
Беатифікація є важливою складовою культової практики католицької церкви, джерелом формування моральних орієнтирів для сучасних християн.

## Історична довідка
Ранньою формою пошанування у християнстві були поминання місцевих мучеників, достойників зі звершенням євхаристії, а також запровадження календарів із відповідними відмітками, будування мартиріонів (культових споруд над місцем поховання), вівтарів, перенесення реліквій. Упродовж першого тисячоліття історії християнства культ мучеників, подвижників регулювався правилами помісних церков. Була поширена практика єпископських канонізацій, що зазвичай розпочиналися з перенесення мощей, реліквій (з VIII ст. перенесення відбувалося лише за згоди імператора чи єпископа), стосувалися окремої дієцезії, єпархії, помісної церкви. Розрізнення процедур беатифікації та канонізації не існувало, терміни «блаженний» і «святий» вживалися як синоніми.
Вперше акт канонізації як такий здійснив Папа Римський Іван XV у 993 році, проголосивши святим Ульріха Аусбурзького.
З ХІ ст. набуває поширення принцип виняткового права понтифіка зараховувати до лику святих. Поряд із тим, від XIV ст. католицька церква вдається до територіальних обмежень культового вшанування деяких святих; за папи Сікста IV святі, обмежені у вшануванні, іменуються «блаженними», а терміни «блаженний» і «святий» починають розрізнювати.
Офіційне розмежування беатифікації та канонізації затвердив Урбан VIII в 1634 році (бреве «Coelestis Hierusalem»). Право беатифікувати було надане місцевому єпископу, а канонізувати як святих — винятково папі, акт канонізації визнано остаточним і непомильним рішенням Вселенського архієрея. Першою, офіційно проведеною за всіма правилами, була беатифікація Франциска Салезького y 1662 році.
Упорядкуванням процедури відав Святий престол. Уточнення та реформу акту беатифікації здійснювали: Пій ХІІ (апостольським motu proprio «Gia da qualche tempo», 1930); Павло VI (motu proprio «Sanctitas clarior», 1969), Іван Павло II (апостольська конституція «Divinus perfectionis magister», 1983). Церковне законодавство з цього питання уточнив Бенедикт XIV, який визначив обов'язкові вимоги до претендентів:
1) перевірка усіх письмових творів (якщо такі є) на відповідність доктрині віри;
2) оцінка міри «героїчності чеснот», тобто засвідчення найвищого вияву моральної досконалості з-поміж інших християн;
3) підтвердження факту чуда, яке здійснилося за заступництвом претендента у блаженні (ця умова не обов'язкова при беатифікації мученика).
Бенедикт XVI також ухвалив рішення про необов'язкову особисту участь понтифіка у церемонії, припустимість делегування цих повноважень посланцю (зазвичай префекту Конгрегації у справах святих).
Папа Франциск в апостольському motu proprio «Maiorem hac dilectionem» (2017) підкреслив можливість беатифікації осіб, які героїчно й добровільно віддали своє життя за ближнього («пожертва життя»).

## Процедура беатифікації
Станом на 2020 рік справи беатифікації й канонізації знаходяться у віданні Римської курії, а саме — Конгрегації у справах святих (лат. Congregatio de Causis Sanctorum), до завдань якої належить також і зберігання реліквій святих (апостольська конституція Павла VI «Sacra rituum congregatio», 1969).
Єпархія розпочинає процес беатифікації не раніше п'яти років після смерті вірянина. Інколи цей термін може бути скорочений (так сталося, напр., щодо Терези Калькуттської, Івана Павла ІІ) на масові прохання католиків.
Апостольська столиця оприлюднює рішення (лат. nihil obstat) про відсутність заперечення процедури, тоді кандидат отримує титул «слуга Божий». Спеціально призначена група починає збір матеріалів, пов'язаних із земним життям праведника. Обов'язковий факт чуда досліджує компетентна медична комісія. Єпархіальна комісія призначає постулатора — теолога, який представлятиме кандидатуру в єпархії, а потім — у Ватикані. Після позитивного вирішення єпархіального єпископа справа передається до Конгрегації у справах святих. Остаточне рішення за поданням префекта конгрегації ухвалює Папа Римський.
По тому, під час меси перед євхаристією зачитується декрет про беатифікацію, відкривається завішена тканиною іконаблаженного, співається гімн «Te Deum» та вшановуються реліквії праведника. До понтифікату Івана Павла ІІ беатифікації відбувалися в Соборі святого Петра в Римі, однак папа вперше вдався до проголошення блаженними місцевих праведників під час численних подорожей світом.

## Документи
У провадженні беатифікаційними і канонізаційними процесами католицька церква керується апостольською конституцією «Divinus Perfectiones Magister» (проголошена 25 січня 1983 року) та інструкціями «Normae Servandae» (опублікована 7 лютого 1983 року) та «Sanctorum Mater» (опублікована 17 травня 2007 року).

## Беатифікаційні процеси в РКЦвУ
У незалежній Україні відбулося кілька беатифікацій. Так, Іван Павло ІІ під час апостольського візиту (2001) підніс до гідності блаженних митрополита Юзефа Більчевського та священника Зигмунта Гораздовського.
У 2008 кардинал Тарчізіо Бертоне проголосив у м. Львові блаженною сестру Марту Вєцку зі Згромадження Сестер Милосердя св. Вінкентія де Поля.
27 червня 2001 р. у Львові під час Святої Літургії у візантійському обряді за участі Івана Павла ІІ вперше в історії на території України відбувся обряд беатифікації 28 слуг Божих УГКЦ серед яких Миколай Чарнецький і 24 співмученики, Теодор Ромжа, Омелян Ковч і Йосафата Гордашевська.
Від 2001 року на єпархіальному рівні триває беатифікаційний процес 46-ти слуг Божих: о. Петра Мекелити і 45 співмучеників.
5 квітня 2009 року в Івано-Франківську на єпархіальному рівні розпочався беатифікаційний процес слуги Божого о. Єремії Ломницького, ЧСВВ.
11 липня 2009 року в Сокалі на єпархіальному рівні розпочався беатифікаційний процес слуги Божого о. Кирила Селецького.
16 липня 2015 року папа Франциск потвердив декрет Конгрегації в справах святих про проголошення «героїчності чеснот» слуги Божого митрополита Андрея Шептицького, тим самим наблизивши беатифікаційний процес до завершення. Відтепер Андрею Шептицькому присвоєно титул «превелебний».